# Afterglow (canción de Ed Sheeran)
«Afterglow» es una canción del cantante inglés Ed Sheeran. Lanzada el 21 de diciembre de 2020, la canción marca el primer single de Sheeran en más de 18 meses. Un video musical adjunto presenta una actuación de una sola toma de Sheeran con acompañamiento de un solo de guitarra acústica.
La canción alcanzó el número uno en Israel y se ubicó entre los diez primeros de las listas en otros diez países, incluido el Reino Unido (número dos en la lista de sencillos del Reino Unido), Australia y Suiza. También se convirtió en el decimotercer top 10 de Sheeran en el Billboard Adult Top 40 de EE. UU., el mayor número en la lista para un artista solista masculino.

## Antecedentes
El 20 de diciembre de 2020, después de haber tomado una pausa prolongada de la vida pública, Sheeran regresó a las redes sociales para anunciar su nuevo sencillo: "Hola chicos. Afterglow es una canción que escribí el año pasado que quería lanzar para ustedes". Explicó además que la canción "no es el primer sencillo del próximo álbum", sino simplemente una canción que él ama. Se cree que la canción trata sobre su viaje a la Antártida con su esposa, Cherry Seaborn.

## Portada del sencillo
La portada muestra una obra de pintura de acción original creada por el propio Sheeran.

## Recepción de la crítica
Gil Kaufmann de Billboard describió la canción como una 'balada acústica repuesto' que cuenta con un 'estribillo inquietante'. Zoe Haylock de Vulture comparó la canción con los últimos lanzamientos sorpresa de Taylor Swift, diciendo que "tomó una página del libro de Taylor Swift y sorprendió a los fans con un nuevo sencillo" y pasó a describir la canción como uno de sus "éxitos acústicos". Morgan Hines de USA Today pensó que la canción, acompañada de una "melodía suave", "exuda un sentimiento de intimidad durante un momento emocional entre seres queridos".

## Personal
Créditos adaptados de Tidal.
- Ed Sheeran - voz, guitarra, coros, productor
- Fred Again - bajo, programador, productor
- Marco Parisi - sintetizador
- Giampaolo Jack Parisi - codificador de voz
- Stuart Hawkes - mezclador
- Stent Mark Spike - maestro
- Matt Wolach - ingeniero de mezcla asistente
- Parisi - diseñador de sonido, coproductor

## Posicionamiento en listas
| Listas (2020–2021)                        | Mejor posición |
| ----------------------------------------- | -------------- |
| Alemania (Offizielle Deutsche Charts)     | 10             |
| Australia (ARIA)                          | 7              |
| Austria (Ö3 Austria Top 40)               | 5              |
| Bélgica (Flandes) (Ultratop 50)           | 5              |
| Bélgica (Valonia) (Ultratop 50)           | 8              |
| Canadá (Canadian Hot 100)                 | 10             |
| CEI (Tophit)                              | 33             |
| Croacia (HRT)                             | 1              |
| Estados Unidos (Billboard Hot 100)        | 29             |
| Estados Unidos (Adult Contemporary)       | 11             |
| Estados Unidos (Adult Top 40)             | 7              |
| Estados Unidos (Mainstream Top 40)        | 16             |
| Eslovaquia (Rádio Top 100)                | 4              |
| Eslovaquia (Singles Digitál Top 100)      | 19             |
| Eslovenia (SloTop50)                      | 9              |
| Finlandia (OFC)                           | 19             |
| Francia (SNEP)                            | 129            |
| Global 200 (Billboard)                    | 13             |
| Hungría (Rádiós Top 40)                   | 35             |
| Hungría (Single Top 40)                   | 39             |
| Hungría (Stream Top 40)                   | 29             |
| Irlanda (IRMA)                            | 2              |
| Israel (Media Forest)                     | 1              |
| Italia (FIMI)                             | 16             |
| Malasia (RIM)                             | 14             |
| Noruega (VG-lista)                        | 9              |
| Nueva Zelanda (Recorded Music NZ)         | 12             |
| Países Bajos (Dutch Top 40)               | 10             |
| Países Bajos (Mega Single Top 100)        | 15             |
| Polonia (Polish Airplay Top 100)          | 44             |
| República Checa (Rádio Top 100)           | 5              |
| República Checa (Singles Digitál Top 100) | 15             |
| Rumania (Airplay 100)                     | 76             |
| Rusia (Tophit)                            | 28             |
| Singapur (RIAS)                           | 8              |
| Suecia (Sverigetopplistan)                | 13             |
| Suiza (Schweizer Hitparade)               | 2              |
| Reino Unido (UK Singles Chart)            | 2              |

## Historial de lanzamientos
| Región      | Fecha                   | Formato                      | Sello discográfico | Ref.   |
| ----------- | ----------------------- | ---------------------------- | ------------------ | ------ |
| Reino Unido | 18 de diciembre de 2020 | Radio de éxito contemporáneo | Asylum             | [ 50 ] |
| Varios      | 21 de diciembre de 2020 | Descarga digital streaming   | Asylum             | [ 11 ] |